# Демократична либерална партия
Демократичната либерална партия (ПЛД) (на италиански: Partito Liberale Democratico, PLD) е либерална политическа партия в Кралство Италия.

## История
За изборите през 1919 г. се формира алиансът „Либерали-демократи-радикали“. Той се нарежда на трето място след Социалистическата партия и Народната партия, с 15,9% и 96 места. Те се справят особено добре в Пиемонт и Южна Италия, особено в Сицилия, домът на лидера на партията и бившия премиер Виторио Орландо.
Демократичната либерална партия е създадена за общите избори през 1921 г. от обединението на отделните политици, повечето от които участват в общите листи между радикалите и либералите в избирателните райони на страната през 1919 г., като получават 16,0% от гласовете и 96 места в Камарата на представителите. През 1921 г. ПЛД печели 10,5% от гласовете и 68 места, като се справя особено добре в Пиемонт и Южна Италия.
След Втората световна война, бившите радикали и демократи под ръководството на Франческо Нити се присъединяват към Националния демократичен съюз, заедно с либералите и други от стария либерален елит, управлявал Италия от годините на Джовани Джолити до възхода на Бенито Мусолини и фашисткия режим.

## Идеология
Демократичната либерална партия е израз на италианския либерализъм и средната класа, като буржоазията на градовете, собствениците на малки предприятия и занаятчиите. Има и основна група от радикали, които подкрепят всеобщото избирателно право и държавното училище за всички деца.

## Избори
| Камара на представителите |                          |                |                   |     |                 |
| Година                    | # от гласовете           | % от общия вот | # от общите места | +/– | Лидер           |
| 1919 г.                   | 904 195 (#3)             | 15.9           | 96 / 535          | –   | Виторио Орландо |
| 1921 г.                   | 684 855 (#4)             | 10.4           | 68 / 535          | 28  | Франческо Нити  |
| 1924 г.                   | част от Национална листа | –              | 14 / 508          | 54  | Виторио Орландо |